# جامعة أسوان
جامعة أسوان هي جامعة حكومية مصرية مقرها أسوان، أنشئت كجامعة حكومية عند صدور القرار الجمهورى رقم (311) بتاريخ (2012) وتضم الجامعة 18 كلية وايضاً معهدين.

## التاريخ
- انشئ فرع جامعة اسوان كفرع من فروع جامعة أسيوط في عام 1974.
- في عام 1995 صدر قرار رئيس الجمهورية رقم (23) بإنشاء جامعة جنوب الوادي علي ان يصبح فرع الجامعة تابعا لجامعة جنوب الوادي مع إنشاء ثلاثة كليات هي (الخدمة الاجتماعية - الاداب - الهندسة).
- في عام 2012 صدر قرار رئيس الجمهورية رقم (311) بإنشاء جامعة أسوان كجامعة حكومية مصرية مستقلة.[4]
- في 9 مارس 2013 صدر قرار جمهوري بإنشاء كلية طب بشرى بجامعة أسوان.[5]
- في يوم 23 أغسطس 2017 وافقت الحكومة على إنشاء كلية طب الأسنان بجامعة أسوان.[6][7]
- في يوم 27 نوفمبر 2019 وافق مجلس الجامعة على لائحة كلية السياحة والفنادق تمهيدا لضمها لكليات الجامعة.[8] في 26 يوليو 2021 وافق المجلس على إنشاء كلية السياحة والفنادق جامعة أسوان.[9]

## شعار الجامعة
- عين حورس هي رمز وشعار مصري قديم ذو خصائص تميمية، يستخدم للحماية من الحسد ومن الأرواح الشريرة ومن الحيوانات الضارة ومن المرض وهي في شكل قلادة يتزين بها الشخص.
- عامودي زهرة اللوتس كانت زهرة اللوتس كزهرة رائعة الشكل واختارها الاجداد لتكون زهرته المفضلة واضقى عليها نوع من القدسية ولذلك اختارلتاج هذا العامود هذه الزهرة للتعبير عن قيمتها.
- آتون يمثل آتون في شكل قرص الشمس، بأشعتها التي تنتهي بأيد بشرية، لتمنح الحياة والرخاء للأسرة الملكية.
- ترس الصناعة في إشارة الي خلفية أسوان الصناعية نسبة الي السد العالي وخزان أسوان ومصانع كيما.
- الأمواج باللون الأزرق نسبة لمياه نهر النيل وبحيرة ناصر.

## التصنيفات
حصدت جامعة أسوان تصنيفا متقدما في تصنيف مجلة تايمز للتعليم العالي للجامعات العالمية علي مستوي الجامعات العربية حيث احرزت جامعة أسوان مركزا متقدما ضمن أفضل عشرة جامعات عربية.
حصلت الجامعة على المركز الأول من بين الجامعات المصرية الناشئة أقل من 50 عاما، وذلك من خلال تصنيف 2020 وإدراج جامعه أسوان في المركز 101-150 عالميا، والأول على الجامعات المصريه للجامعات الناشئه اقل من 50 سنة.
جامعة أسوان حققت المركز الأول على مستوى الجامعات المصرية، في تصنيفات جامعة تايمز للتعليم العالي العالمية لعام 2020 على مستوي ما يقرب من 1400 جامعة في 92 دولة، وتحتل المرتبة الأولى في تصنيف الجامعات الأكبر والأكثر تنوعًا حتى الآن. ويعتمد الجدول على 13 مؤشر أداء تمت معايرتها بعناية من خلال قياس أداء المؤسسة عبر التدريس والبحث ونقل المعرفة.
في 11 مارس 2021، استعرض وزير التعليم العالي والبحث العلمي، تقريرا حول إدراج 21 جامعة مصرية ضمن تصنيف التايمز العالمي لجامعات الدول ذات الاقتصاديات الناشئة لعام 2021 حيث جاءت جامعة أسوان في المركز الثاني محليا و109 دوليا.
في 23 أبريل 2021، أعلن القائم بعمل رئيس جامعة أسوان، عن حصول جامعة أسوان على الترتيب 95 على العالم والأولى على الجامعات المصرية بالنسبة لتصنيف مجلة التايمز البريطانية للتنمية المستدامة.
في 06 يونيو2021، أعلن القائم بعمل رئيس جامعة أسوان، أن جامعة أسوان تم تصنيفها ضمن أفضل 500 جامعة في تخصص الهندسة الكهربية والإلكترونية وفقا لتصنيف شنغهاي للتخصصات العلمية 2021. وجاءت الجامعة في المركز 401-500 بين أفضل الجامعات العالمية.
في 14 أكتوبر 2021، حافظت جامعة أسوان للعام الثانى على التوالى بتواجدها ضمن أفضل الجامعات العربية في تصنيف الكيو إس للجامعات العربية، وظهرت جامعة أسوان في الفئة 131-160.
في 4 يوليو 2023، وأوضح أن جامعة أسوان جاءت في المركز الأول في تصنيف مجلة تايمز للتعليم العالي للجامعات العالمية ضمن فئة أفضل جامعة من 101 حتي 150 جامعة ناشئة دوليا تم تأسيسها ًخلال 50 عاما أو أقل.

### تصنيف ويبومتريكس
|           | الترتيب علي مصر | الترتيب علي إفريقيا | الترتيب علي العالم |
| --------- | --------------- | ------------------- | ------------------ |
| 2018/2019 | 23              |                     | 3292               |
| 2019/2020 | 17              | 62                  | 2542               |
| 2020/2021 | 21              | 68                  | 2559               |

### تصنيف تايمز للتعليم العالي
|           | الترتيب علي مصر | الترتيب من حيث التأثير | الترتيب من حيث جودة التعليم | الترتيب علي العالم | الترتيب علي الجامعات الناشئة |
| --------- | --------------- | ---------------------- | --------------------------- | ------------------ | ---------------------------- |
| 2019/2020 |                 | 401–600                | 301–400                     | 401–600            |                              |
| 2020/2021 | 1               | 401–600                |                             | 401–500            | 101–150                      |
| 2021/2022 | 2               |                        |                             | 401–500            | 104                          |

## رؤساء الجامعة
في 8 يوليو 2012، أصدر رئيس الجمهورية، قراراً بتعيين الدكتور منصور محمد كباش حامد كأول رئيس لجامعة أسوان حتى بلوغه السن المقررة قانونًا لانتهاء الخدمة.
في 9 مارس 2017، أصدر رئيس الجمهورية، قراراً بتعيين الدكتور أحمد غلاب محمد إبراهيم، رئيساً لجامعة أسوان حتى تاريخ بلوغه السن القانونية المقررة لترك الخدمة.
في 24 أبريل 2021، في اجتماع المجلس الأعلي للجامعات الدوري برئاسة وزير التعليم العالي والبحث العلمي تم تقديم الشكر إلى الدكتور أحمد غلاب رئيس جامعة أسوان السابق لجهوده والإرتقاء بجامعة أسوان.
في 7 يوليو 2021، أعلنت لجنة اختيار القيادات الجامعية بالمجلس الأعلى للجامعات، القائمة النهائية للمرشحين لرئاسة جامعة أسوان، حيث ضمت القائمة النهائية للمرشحين، 15 أستاذا بالجامعة، وفقا للجدول المعلن من قبل لجنة اختيار القيادات الجامعية بالمجلس الأعلى للجامعات والجدول الزمني للترشح.
في 02 ديسمبر 2021، أصدر رئيس الجمهورية قرار بتعيين الدكتور أيمن محمود عثمان ابوزيد رئيسا لجامعة اسوان حتى بلوغ السن القانونية.
| رقم | الاسم      | بداية الفترة | نهاية الفترة | الكلية الأم  |
| --- | ---------- | ------------ | ------------ | ------------ |
| 1   | منصور كباش | 2012         | 2016         | كلية الطب    |
| 2   | أحمد غلاب  | 2016         | 2021         | كلية الزراعة |
| 3   | أيمن عثمان | 2021         |              | كلية الهندسة |

## مقر الجامعة

### الحرم الرئيسي في مدينه صحارى بأسوان
- الحرم الرئيسي في مدينه صحارى بأسوان في طريق المطار علي مساحة 400 فدان.
- يضم 9 كليات حتى الآن، هي كليات: معهد البحوث والدراسات الأفريقية ودول حوض النيل وهندسة الطاقة والزراعة والتربية الرياضية والعلوم وطب بيطري والتربية الرياضية والخدمة الإجتماعية ومعهد تكنولوجيا المعلومات.
- يحتوي علي المبني الإداري الجديد واستاد جامعة أسوان الرياضي ومجموعة الملاعب الرياضية متعددة الاغراض وحمام سباحة الأولمبي وملاعب الكرة الشاطئية ومعامل كلية العلوم والجراج الجديد وورش الصيانة للسيارات بالجامعة والمسرح الصيفي والشتوي وساعة الجامعة.[42]

### الحرم الجديد في أسوان الجديدة
- يقع الحرم الجديد للجامعة في الحي الثالث بمدينة أسوان الجديدة علي مساحة 98.5 فدان.[43]
- يضم 9 مباني تحتوي كلية الآداب والحقوق ودار العلوم والتمريض والطب والسياحة والفنادق والألسن والاثار والتجارة وطب الأسنان والمنشآت الطبية الجامعية والمراكز الطبية المتخصصة بأسوان الجديدة والتي جاري تنفيذها.[42][44]
- مجمع المدرجات الأول والثانى حيث أقيم كل مدرج على مساحة 3 آلاف متر مسطح ويضم دور أرضى وأول ويستوعب كل منهما 700 طالب وطالبة ومجهز بأحدث الأنظمة التكنولوجية في الصوتيات والإضاءة.[45]

## إحصاءات الجامعة
| العام الجامعي | عدد أعضاء هيئة التدريس | إجمالي عدد الطلاب | عدد الخريجين | عدد طلاب الماجستير | عدد طلاب الدكتوراه | عدد الدكتوراه الممنوحة |
| ------------- | ---------------------- | ----------------- | ------------ | ------------------ | ------------------ | ---------------------- |
| 2015/2016     | 517                    | 17513             |              | 333                | 70                 | 23                     |
| 2016/2017     | 569                    | 21514             |              | 566                | 313                | 19                     |
| 2017/2018     | 540                    | 23613             |              | 733                | 356                | 25                     |
| 2018/2019     |                        | 24702             |              |                    |                    |                        |
| 2019/2020     | 1329                   | 26000             |              |                    |                    |                        |
| 2020/2021     | 1329                   | 27609             | 4949         |                    |                    |                        |
| 2021/2022     | 1418                   | 30785             | 4778         |                    |                    |                        |

## الكليات الصحية

### كلية الطب البشري
كلية الطب جامعة أسوان أُنشئت بالقرار الجمهورى رقم (200) لسنة 2013 وبدأت الدراسة بها في العام الجامعى 2014/2013 وتمنح درجة البكالوريوس في تخصص دكتور في الطب. تضم الكلية العديد من الأقسام والمختبرات داخلها ويتبعها مستشفيات جامعة أسوان وتضم الكلية قسم التشريح والأنسجة، وقسم الكيمياء الحيوية ووظائف الأعضاء، وقسم علم الأمراض والأحياء الدقيقة والطب الشرعي، وقسم الأدوية، وقسم طب الأسرة والمجتمع، وقسم الأمراض الباطنية، وقسم الجراحة العامة، وقسم الجراحة الخاصة، وقسم التخدير والعناية المركزة، وقسم الأطفال، وقسم النساء والتوليد وقسم الأشعة.

### كلية طب الأسنان
وافق المجلس الأعلى للجامعات يوم الإثنين17 يوليو 2017 على إنشاء كلية طب الأسنان بجامعة أسوان، بداية من العام الدراسي بعد المقبل، لتكون بذلك جامعة أسوان ثان جامعات جنوب الوادي التي يتم بها إنشاء كلية طب الأسنان بعد جامعة قنا، والرابعة في صعيد مصر بعد المنيا وأسيوط.
كلية طب الأسنان مقرها بالحرم الجامعي بمدينة أسوان الجديدة وتضم 12 قسم ما بين أكاديمي واكلينكي علي أن  تكون مدة الدراسة بالكلية 5 سنوات وسنة امتياز وتفقدت يوم الثلاثاء، 22 سبتمبر 2020 لجنة قطاع طب الأسنان بالمجلس الأعلي للجامعات كلية طب الأسنان بالحرم الجامعي بمدينة أسوان الجديدة للوقوف علي إمكانيات كلية طب الأسنان جامعة أسوان البشرية والانشاءية والفنية والمادية تمهيدا لبدء الدراسة بكلية طب الأسنان جامعة أسوان.

### كلية الطب البيطري
كلية الطب البيطري جامعة أسوان أُنشئت بقرار من مجلس الوزراء عام 2013 رقم 52 وبدأت الدراسة بها في العام الجامعى 2013/2012. وتمنح درجة البكالوريوس والدبلوم والماجستير والدكتوراة في العلوم الطبية البيطرية وتتبعها مستشفي الطب البيطري بجامعة أسوان التي تتكون من 4 قطاعات، القطاع الأول مكون من مدرجين للدراسة ومكاتب لأعضاء هيئة التدريس، فيما يضم القطاع الثاني معامل تحليل إكلينكية ويشمل 6 أقسام وهي كالتالي (الباطنة -الجراحة -والأمراض المعدية -أمراض الدواجن -الولادة -التلقيح الصناعي) والقطاع الثالث عيادات الكشف والتشخيص وأخيرا يضم القطاع الرابع غرف عمليات جراحية وعمليات الكشف المبكر عن الأمراض الخبيثة التي تدمر الثروة الحيوانية.

### كلية التمريض
هي أحدي كليات الجامعة المختصة بخدمة القطاع الطبي وتضم الكلية قسم تمريض صحة المجتمع، قسم التمريض الباطني والجراحي، قسم تمريض صحة الأم والطفل، قسم تمريض نفسى وصحة نفسية، قسم تمريض حالات حرجة وطوارئ، قسم تمريض تمريض مسنين.

## الكليات العلمية

### كلية العلوم
وتضم الكلية ستة أقسام: قسم الرياضيات، قسم الفيزياء، قسم الكيمياء، قسم علم النبات، قسم الجيولوجيا وقسم علم الحيوان وتعد الكلية من أولى وأكبر كليات الجامعة حيث أُنشئت سنة 1975 وبدأت الدراسة بها في العام الجامعى 1976 /1977كفرع من فروع جامعة أسيوط إلي ان إستقلت الجامعة في عام 2012.

### كلية الهندسة
كلية الهندسة جامعة أسوان أنشئت في عام 1995 في منطقة أبو الريش قبلى وبدأت الدراسة بها في العام الجامعى 1996/1995 وتضم كلية الهندسة عددا من الأقسام يبلغ عددها ستة أقسام وهي قسم الهندسة المدنية، وقسم هندسة المعمارية وقسم الهندسة الكهربائية، وقسم هندسة القوي والآلات الكهربية وقسم هندسة الحاسبات والنظم وقسم هندسة الإلكترونيات والاتصالات.

### كلية هندسة الطاقة
تعتبر كلية هندسة الطاقة جامعة أسوان من أولي كليات الهندسة في جنوب الصعيد، إذ تأسست كلية هندسة الطاقة بأسوان تحت مسمي المعهد العالي للطاقة عام 1989 لتخرج المهندسيين المتخصصين في خدمة مجالات الكهرباء والطاقة القادرين على استيعاب التكنولوجيا الحديثة في هذه المجالات والتعامل معها بكفاءة في الموقع ومواكبة تطوراتها العالمية المستمرة، وإستمرت تبعية الكلية لوزارة التعليم العالي حتي عام 2006 حيث تم انضم الي جامعة جنوب الوادي فرع جامعة اسوان تم تم تغيير المسمي من المعهد العالي للطاقة إلي كلية هندسة الطاقة سنة 2011.

### كلية الزراعة والموارد الطبيعية
تم إنشاءها في عام 2013 بموجب القرار الوزاري رقم 126 لسنة 2013 وتم قبول عدد (297) طالب وطالبة وتضم قسم البساتين، وقسم الإنتاج الحيواني، وقسم تكنولوجيا التغذية والتصنيع الغذائي، وقسم الموارد الطبيعية والزراعية، وقسم الاقتصاد والأرشاد الزراعي وإدارة الأعمال الزراعية، وقسم أمراض النبات والوراثة، وقسم تكنولوجيا الالبان، وقسم علم المحاصيل.

### كلية تكنولوجيا المصايد والثروة السمكية
وهي كلية فريدة من حيث النوع والكيف. فالكلية متخصصة في تكنولوجيا المصايد والأسماك وتهدف إلى تنمية الثروة السمكية في مصر وبالكلية عدد خمس برامج اكاديمية ويخدم هذه البرامج الأكاديمية 8 أقسام علمية  تمثل كافة المجالات التي تخدم تنمية الثروة السمكية. وتحتوي علي عدد من الأقسام التي تتضمنها الكلية تتنوع بين الأقسام العلمية التي تتعتمد الدراسة فيها على الزيارات الحقلية والتدريب الميداني (الاستزراع المائي – المصايد السمكية – البيئة المائية) والأقسام النظرية (التنمية البشرية والاقتصادية) التي لاتحتاج إلى معامل أو أجهزة علمية، بينما يكفيها القاعات الدراسية للتدريب والتمرين.

## الكليات التربوية

### كلية التربية
تُعد كلية التربية أول كلية تم إنشائها في أسوان حيث أنشأت سنه 1973م، وكانت تتبع إداريًا جامعة أسيوط حتى عام  1995 ثم أصبحت الكلية تتبع جامعة جنوب الوادي بقنا، وفي عام 2012 استقلت جامعة أسوان وأصبحت الكلية تابعة لها وتقع مباني الكلية بجوار كوبري الناصرية، وعلى بُعد دقائق من ميدان النفق، كما تقع الكلية بجوار مدرسة الثانوية الصناعية أيضًا، وقد تم إنشاء هذا المُجمع قبل إنشاء الجامعة من الأساس، يضم المجمع أربع مباني، الأول على اليمين هو المبنى الإداري للكلية، وبجواره مبنى القاعات، ومبنى كلية التربية النوعية القديم، ثم أقصى الشرق من المجمع يقع مبنى كلية التربية النوعية الجديد والذي تم افتتاحه في عام 2016.

### كلية التربية الرياضية
أُنشئت الكلية بالقرار الجمهورى رقم (227) لسنة 2014 وبدأت الدراسة بها في العام الجامعى 2015/2014 وتضم قسم المناهج وطرق تدريس التربية الرياضية وقسم التدريب وعلوم الحركة الرياضية وقسم الإدارة الرياضية والترويح وقسم علوم الصحة الرياضية وقسم علم النفس والاجتماع الرياضي وقسم مسابقات الميدان والمضمار وقسم الألعاب الجماعية ورياضات المضرب وقسم المنازلات والرياضات المائية وقسم التمرينات والجمباز والتعبير الحركى وتهدف الكلية إلي إعداد وتأهيل الكوادر الرياضية المتميزة القادرة على العمل والإبتكار والإبداع من خلال التعلم المتميز والتدريس والبحث العلمي وتداول المعرفة.

### كلية التربية النوعية
أُنشئت الكية عام 2013 وتهدف الكلية منذ تأسيسها توفير خريج يتميز بالعلم والمعرفة والمهارة الفنية ولديه الميزة التنافسية في مجالات تكنولوجيا التعليم والاقتصاد المنزلي والتربية الفنية والموسيقية والإعلام التربوي مما يؤهله للعمل في مجالات التعليم وتكنولوجيا المعلومات والمجالات الفنية وتحتوي علي قسم الإعلام التربوي وقسم تكنولوجيا التعليم وقسم الاقتصاد المنزلي وقسم التربية الفنية وقسم التربية الموسيقية.

## الكليات الإنسانية
- كلية دار العلوم
- كلية الآثار
- كلية الحقوق
- كلية الألسن
- كلية الخدمة الاجتماعية
- كلية الآداب
- كلية التجارة

## المعاهد
- معهد البحوث والدراسات الأفريقية ودول حوض النيل
- المعهد الفني للتمريض

## وحدات جامعية

### مبنى الإدارة المركزي
- مبنى الإدارة المركزي الجديد مُقام على مسطح إجمالي 31960 م2 وتشمل المساحة الكلية للمشروع مبنى مكونًا من دورين بمسطح 6600 م2 للدور الواحد، ويبلغ مسطح الموقع العام المحيط بالمبنى 25360 م2.[51]

- المبنى يحتوي ستة أجنحة، تستوعب كافة القطاعات الإدارية بالجامعة، وهي: الإدارة العليا للجامعة، مكتب رئيس الجامعة، ونوابه، الأمين العام، الأمناء المساعدون، وإدارة الجامعة بقطاعاتها المختلفة، والتي تشمل: (شئون التعليم والطلاب، الدراسات العليا والبحوث، خدمة المجتمع وشئون البيئة) والمكتبة المركزية، وقاعات التدريب، وقاعات المؤتمرات، وقاعات الاختبارات الإلكترونية.[52]

### ملاعب جامعة أسوان
- ملعب للكرة الشاطئية.
- مدرج ستاد كرة القدم بسعة 1000 متفرج (يستعين به نادي أسوان كملعب للتدريب).[53]
- الملاعب الخماسية وملاعب التنس بمقر الجامعة في صحارى.[54]

### مسرح الجامعة
بجانب المسرح المكشوف الذي يسع ما يقرب من ألف مشاهد يوجد مسرح مغطى بسعة 350 يمكنه استضافة العروض المختلفة.

### قاعة المشير محمد حسين طنطاوى
- في 29 نوفمبر 2021، أفتتح محافظ أسوان والقائم بأعمال رئيس جامعة أسوان قاعة المشير محمد حسين طنطاوى بمقر الجامعة بصحارى، وذلك بحضور عمداء الكليات بالجامعة.[55] المشير طنطاوى، كان صاحب قرار إنشاء جامعة أسوان وإنفصالها عن جامعة جنوب الوادى بقنا. القاعة تمثل أهمية لدورها في إستضافة الإجتماعات والمؤتمرات والمنتديات وغيرها من الأنشطة والفعاليات الأخرى الشبابية والثقافية والفنية والعلمية.

- القاعة تبلع مساحتها 500 متر مسطح والقدرة الاستيعابية للجمهور 324 كرسي وتضم عدد 10 كرسي كبار زوار. كما تم تجهيز القاعة باحدث التجهيزات الحديثة من اضاءة وديكور ونظام صوتيات.

### المركز الجامعي للتدريب المهني
- افتتح د.خالد عبدالغفار وزير التعليم العالي والبحث العلمي المركز الجامعي للتطوير المهني بجامعة أسوان، والذي أنشئ بالتعاون مع الجامعة الأمريكية بالقاهرة وبدعم من الوكالة الأمريكية للتنمية الدولية.[56]

- المشروع يقوم بتعزيز قدرات التوظيف لخريجي الجامعات، ويخلق قنوات اتصال بين الجامعات وسوق العمل، بما يساهم في دعم الاقتصاد المصري ويهدف إلى تقديم التوجيه والتدريب المهني مجانا لطلاب الجامعات لسد الفجوة بين التعليم الجامعي واحتياجات سوق العمل والصناعة. وسوف يساعد المركز الطلاب علي إيجاد فرص عمل من خلال معارض التوظيف والتدريب علي ريادة الأعمال.[56]

### معهد تكنولوجيا المعلومات
- في 18 فبراير 2019، تم توقيع بروتوكول تعاون بين وزارة الاتصالات وتكنولوجيا المعلومات ممثلة في معهد تكنولوجيا المعلومات، وجامعة أسوان من أجل  إنشاء فرع لمعهد تكنولوجيا المعلومات بغرض تنمية مهارات الشباب من طلبة وطالبات وخريجي جامعة اسوان والمحافظات والمناطق المجاورة وتأهيلهم لسوق العمل وذلك داخل المنطقة المخصصة لاقامة مجمع التدريب والابداع التكنولوجي بجامعة اسوان.[57]

- في 16 يونيو 2021، قام رئيس جامعة أسوان، بزيارة تفقدية لمركز إبداع مصر الرقمي بجامعة أسوان والتابع لوزارة الاتصالات وتكنولوجيا المعلومات تلبية لدعوة مدير المركز.[58]

- في 24 أغسطس 2021، استقبل القائم بأعمال رئيس جامعة أسوان وزير الاتصالات وتكنولوجيا المعلومات ومحافظ أسوان لتفقد المركز إبداع مصر الرقمية بجامعة أسوان بصحاري.[59]

## المدن الجامعية
المدن الجامعية لجامعة أسوان، يبلغ عددها 5 مدن، منها 3 للبنات و2 للبنين وتستقبل المدن الجامعية نحو 3 آلاف طالب وطالبة فيما تستوعب نحو 12.5 % من عدد طلاب الجامعة  وهي كالاتي:
- مدينة الطالبات بمنطقة السماد (194 طالبة).
- مدينة الطالبات بمنطقة ناصر (600 طالبة).
- مدينة الطالبات بمنطقة صحارى (972 طالبة) .
- مدينة الطلاب البنين بمنطقة أبو الريش (612 طالباً).
- مدينة الطلاب البنين بمنطقة صحارى.

## مستشفيات الجامعة
- المستشفي الرئيسي والذي يبلغ طاقتة الإستيعابية حوالى (450) سرير.[62]
- مستشفى الاستقبال والطوارئ على مساحة 1500م2 (وبتكلفة إنشائية 330مليون جنيه)، التي تتكون من 5 أدوار تضم 150 سرير بأقسام طوارئ الإصابات والعناية المركزة والأشعة والمعامل، بالإضافة إلى 6 غرف عمليات جراحية، فضلاً عن استراحة الأطباء وجراج بالدور الأرضى.[63]
- مستشفى الباطنة (بتكلفة إنشائية 140 مليون جنيه) وهى مكونة من 5 أدوار تضم 300 سرير أخرى موزعة بأقسام الباطنة العامة والخاصة والمخ والأعصاب والقلب والأورام والصدرية والجلدية والعلاج الطبيعى.
- مستشفى مدينة أسوان الجديدة العام التي كلف الدكتور مصطفى مدبولى رئيس مجلس الوزراء بتحويلها إلى مستشفى جامعى تابعة لجامعة أسوان بعد الانتهاء من تنفيذها بمدينة أسوان الجديدة، بطاقة 158 سريرا.[64]

## وصلات خارجية
- الموقع الرسمي